# Component Object Model
COM (англ. Component Object Model «модель компонентных объектов»; произносится как [ком]) — это технологический стандарт от компании Microsoft, предназначенный для создания программного обеспечения на основе взаимодействующих компонентов, каждый из которых может использоваться во многих программах одновременно. Стандарт воплощает в себе идеи полиморфизма и инкапсуляции объектно-ориентированного программирования. Стандарт COM мог бы быть универсальным и кроссплатформенным, но закрепился в основном на операционных системах семейства Microsoft Windows. В современных версиях Windows COM используется очень широко. На основе COM были реализованы технологии: Microsoft OLE Automation, ActiveX, DCOM, COM+, DirectX, а также XPCOM.

## История COM
Стандарт COM был разработан в 1993 году корпорацией Microsoft как основа для развития технологии OLE. Технология OLE 1.0 уже позволяла создавать т. н. «составные документы» (англ. compound documents): например, в пакете Microsoft Office эта технология позволяла включать диаграммы Microsoft Excel в документы Microsoft Word.

### Путаница в названиях
В 1996 году Microsoft попыталась переименовать технологию OLE в ActiveX, но это удалось лишь частично. Например, технология OLE позволяла создавать так называемые элементы управления OLE (англ. OLE Controls, или OCX) — повторно используемые элементы пользовательского интерфейса, которые были построены на стандарте COM. Эти элементы управления OLE были переименованы в элементы управления ActiveX (англ. ActiveX controls), хотя расширение файлов «.ocx» за ними осталось. Затем Microsoft стала активно продвигать ActiveX в Интернет, включив поддержку элементов ActiveX в свой браузер Internet Explorer. В результате название OLE осталось только за технологией составных документов и локальных внедряемых объектов, а сетевые OLE-объекты стали называть ActiveX.
Некоторая путаница между понятиями OLE и ActiveX сохраняется и до сих пор, но речь идёт об одних и тех же COM-технологиях. Причём иногда даже путают понятия OLE и COM. Так, внедряемые OLE-объекты иногда называют COM-объектами, а OLE-контейнеры — COM-контейнерами, и т. п.

## Поддержка в ОС Windows
- Windows 7, Windows 8, Windows Server 2008, Windows Server 2008 R2, Windows Server 2012 поддерживают COM+[2].
- Для Windows Server 2012 R2 роль сервера приложений, которая реализует COM+, объявлена устаревшей и подлежащей удалению в будущих версиях[3].

## Принципы работы COM
Основным понятием, которым оперирует стандарт COM, является COM-компонент. Программы, построенные на стандарте COM, фактически не являются автономными программами, а представляют собой набор взаимодействующих между собой COM-компонентов. Каждый компонент имеет уникальный идентификатор (GUID) и может одновременно использоваться многими программами. Компонент взаимодействует с другими программами через COM-интерфейсы — наборы абстрактных функций и свойств. Каждый COM-компонент должен, как минимум, реализовывать стандартный интерфейс «IUnknown», который предоставляет базовые средства для работы с компонентом. Интерфейс «IUnknown» включает в себя три метода: QueryInterface, AddRef, Release.
Windows API предоставляет базовые функции, позволяющие использовать COM-компоненты. Библиотеки MFC и, особенно, ATL/WTL предоставляют более гибкие и удобные средства для работы с COM. Библиотека ATL от Microsoft до сих пор остаётся самым популярным средством создания COM-компонентов. Но зачастую COM-разработка остаётся ещё довольно сложным делом, программистам приходится вручную выполнять многие рутинные задачи, связанные с COM (особенно это заметно в случае разработки на C++). Впоследствии (в технологиях COM+ и особенно .NET) Microsoft попыталась упростить задачу разработки COM-компонентов.

## Технологии, основанные на стандарте COM

### DCOM
Выпущенная в 1996 году технология DCOM (англ. Distributed COM — распределённая COM) основана на технологии DCE/RPC (разновидности RPC). DCOM позволяет COM-компонентам взаимодействовать друг с другом по сети. Главным конкурентом DCOM является другая известная распределённая технология — CORBA.
Как DCOM, так и CORBA решают задачу вызова метода объекта, расположенного на другой машине, а также передачу ссылки на объект с одной машины на другую.
Сетевой уровень DCOM называется ORPC (Object RPC) и является объектно-ориентированным расширением DCE RPC.
Технология DCOM обеспечивает базовые установки безопасности, позволяя задавать, кто и из каких машин может создавать экземпляры объекта и вызывать его методы.

### COM+
Microsoft Transaction Server был включен в Option Pack для Windows NT4 еще в 1997 году.
В составе Windows 2000 была выпущена технология COM+, которая являлась новой версией Microsoft Transaction Server.
Технология расширяла возможности разработчиков COM-компонентов, предоставляя им некоторые готовые услуги, например:
- автоматический пул потоков, создаваемый стандартным процессом-загрузчиком mtx.exe
- доступ к контексту, в котором выполняется компонент (например, компоненты, используемые в ASP, могут с этой возможностью получить доступ к внутренним объектам той страницы, на которой они выполняются).
- интеграция с транзакциями монитора MS DTC (контекст COM+ может автоматически содержать в себе транзакцию MS DTC)

MTS/COM+ использовался внутри ряда версий веб-сервера MS IIS для загрузки и исполнения веб-приложений, как бинарных по технологии ISAPI, так и скриптовых по технологии ASP (сама asp.dll есть ISAPI-приложение).
COM+ объединяет компоненты в так называемые приложения COM+, что упрощает администрирование и обслуживание компонентов. Безопасность и производительность — основные направления усовершенствований COM+. Некоторые идеи, заложенные в основу COM+, были также реализованы в Microsoft .NET.

### .NET и будущее COM
В 2002 году была официально выпущена платформа Microsoft .NET, которая на сегодняшний день объявлена Microsoft рекомендуемой основой для создания приложений и компонентов под Windows. По этой причине в .NET включены и средства, позволяющие обращаться к компонентам COM из приложений .NET, и наоборот. По словам представителей Майкрософт, COM (точнее, COM+) и .NET являются отлично взаимодополняющими технологиями.

### DCOM через интернет и решение проблемы XP SP2
В 2009 году DComLab опубликовал коммерческий продукт ComBridge. При использовании ComBridge для работы по DCOM через интернет не требуется CIS, не используется 135 порт, в локальной сети не требуются настройки dcomcnfg.
ComBridge встраивается в транспортный уровень DCOM, полностью выделяя весь трафик созданного объекта и всех полученных из него объектов в отдельный поток.

### OPC
OPC (OLE for Process Control) — семейство программных технологий, предоставляющих единый интерфейс для управления объектами автоматизации и технологическими процессами. Многие из OPC-протоколов базируются на Windows-технологиях: OLE, ActiveX, COM/DCOM. Такие OPC-протоколы, как OPC XML DA и OPC UA, являются платформо-независимыми.

### OLE
OLE (англ. Object Linking and Embedding «связывание и встраивание объекта»; произносится [oh-lay], [олэй]) — технология связывания и внедрения объектов в другие документы и объекты, разработанные корпорацией Майкрософт.
OLE позволяет передавать часть работы от одной программы редактирования к другой и возвращать результаты назад. Например, установленная на персональном компьютере издательская система может послать некий текст на обработку в текстовый редактор, либо некоторое изображение в редактор изображений с помощью OLE-технологии.